# EU Police Mission in the Palestinian Territories
Die EU Police Mission in the Palestinian Territories (EUPOL COPPS) ist die Polizeimission der Europäischen Union im Westjordanland (Palästina). Ziel ist der Aufbau einer funktionierenden palästinensischen Polizei und eines rechtsstaatlichen Justizsystems in Palästina. Die Mission arbeitet im Rahmen der Gemeinsamen Sicherheits- und Verteidigungspolitik und steht unter der Führung des Hohen Vertreters der EU für Außen- und Sicherheitspolitik. Die Abkürzung "EUPOL COPPS" leitet sich von der englischen Bezeichnung "EU Coordinating Office for Palestinian Police Support" her.
Sitz der Mission ist das 20 Kilometer nördlich von Jerusalem gelegene Ramallah in den palästinensischen Autonomiegebieten. Auch auf dem Staatsgebiet Israels ist die EUPOL COPPS aktiv. Europa als Missions-Akteur, Finanzgeber und Personalsteller möchte Rechtsstaatlichkeit im Innen- (Polizei) und Justizbereich der palästinensischen Selbstverwaltung bzw. des entstehenden Staates Palästina auf die Beine zu helfen. 30 lokale Mitarbeiter und 53 Internationale Polizeibeamten aus EU-Staaten sowie aus Drittstaaten (Kanada, Türkei und Norwegen) stellen Personal.
Schnell stellte sich heraus, dass die Polizei nur der Beginn des Engagements ist. Schnell wurde das Justizsystem in das Engagement von EUPOL COPPS einbezogen. Neben Polizeibeamten sind auch Staatsanwälte, Juristen und zivile Experten an der Mission beteiligt. Zwei Beamte aus Deutschland waren in Ramallah eingesetzt.
Parallel zu EUPOL COPPS arbeitet die EU-Polizeimission European Union Border Assistance Mission Rafah (EUBAM Rafah) seit dem 25. November 2005 als unterstützende Kontrollmission am palästinensisch-ägyptischen Grenzübergang in Rafah (Gazastreifen). Nach der Schließung des Übergangs infolge des innerpalästinensischen Konflikts um Gaza im Juni 2007 und der Machtübernahme durch die Terrororganisation Hamas wurde die Durchführung von EUBAM Rafah seit dem 15. Juni 2007 ausgesetzt.